# Tito Banchong Thopanhong
Tito Banchong Thopanhong (* 1947 in Kiukatiam, Provinz Luang Prabang; † 25. Januar 2025 in Vientiane) war ein laotischer römisch-katholischer Geistlicher und mehr als 20 Jahre Apostolischer Administrator des Apostolischen Vikariats Luang Prabang.

## Leben
Tito Banchong Thopanhong empfing am 28. September 1975 das Sakrament der Priesterweihe.
Papst Johannes Paul II. ernannte ihn am 16. Februar 1999 zum Apostolischen Administrator von Luang Prabang. Seine Amtsausübung wurde durch die Unterdrückung der Kirche durch das kommunistische Regime stark eingeschränkt und er erhielt keine dauerhafte Aufenthaltserlaubnis für das Gebiet des Apostolischen Vikariats Luang Prabang.
Papst Franziskus entband ihn am 30. November 2019 nach mehr als 20 Jahren vom Amt des Administrators und ernannte Louis-Marie Ling Kardinal Mangkhanekhoun zu seinem Nachfolger. Er starb im Alter von 78 Jahren in Vientiane.